# Síndrome de Kessler

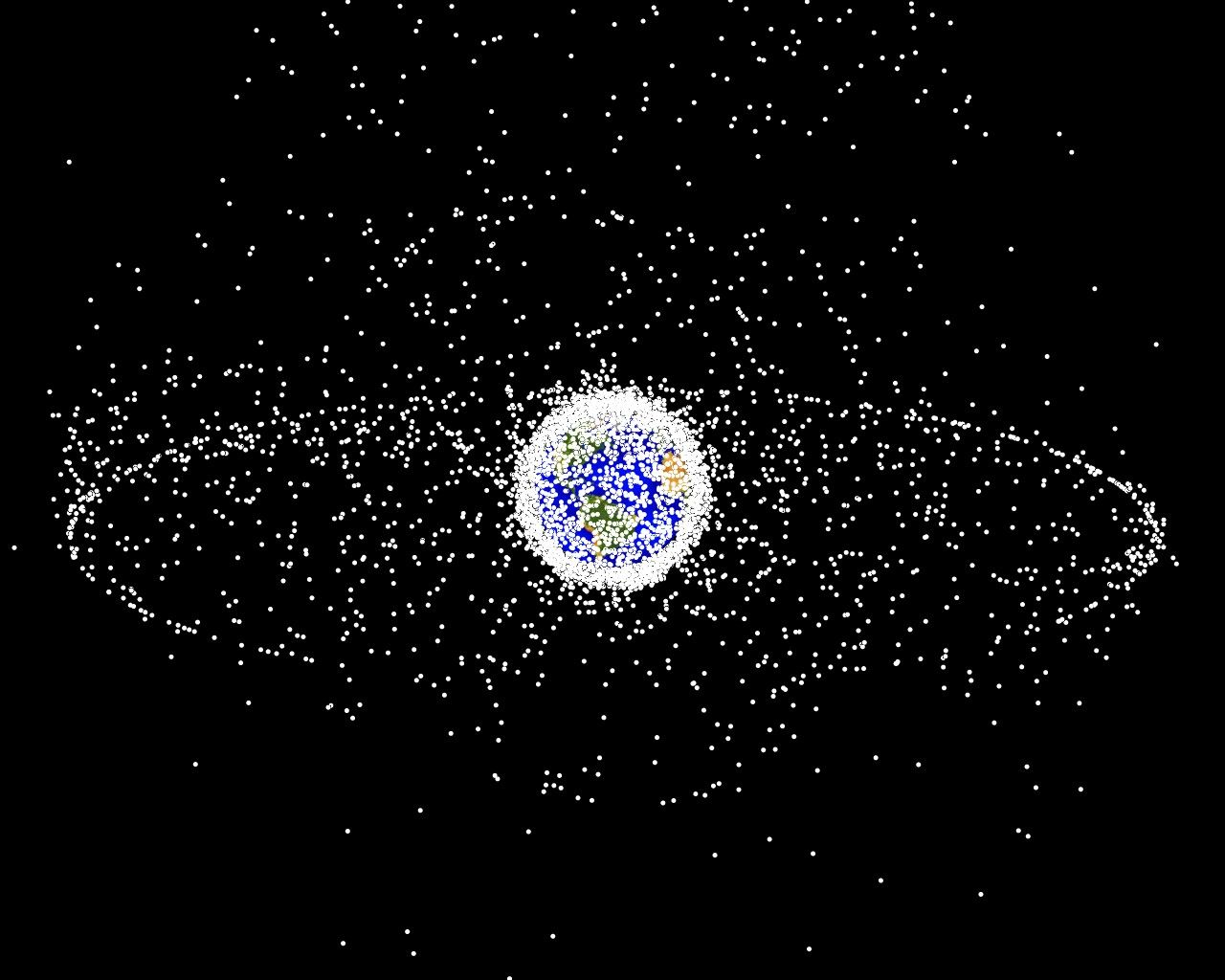
Brossa espacial vista des de més enllà de l'orbita GEO. Hi ha dos camps de brossa principals: l'anell d'objectes a GEO i el núvol a l'òrbita baixa.

La síndrome de Kessler (també coneguda com a efecte Kessler, col·lisions en cascada o ablació en cascada) és un escenari hipotètic on la densitat d'objectes en l'òrbita baixa terrestre (LEO) és prou alta com perquè la col·lisió entre objectes pugui causar una cascada on cada col·lisió genera brossa espacial que incrementa la possibilitat d'aquestes col·lisions.
Fou proposat pel científic de la NASA Donald J. Kessler el 1978 i pot implicar que la distribució de brossa espacial pot provocar que activitats espacials i l'ús de satèl·lits en algunes òrbites determinades pugui ser impracticable durant moltes generacions.

## Generació de brossa i destrucció
Tot satèl·lit, sonda espacial o missió tripulada té el potencial de produir brossa espacial. Un síndrome de Kessler esdevé més probable segons el nombre de satèl·lits en òrbita es va incrementant. A l'any 2014, hi havia més de 2,000 satèl·lits comercials o governamentals orbitant la Terra. S'ha estimat que hi ha més de 600.000 peces de brossa espacial des d'1 cm fins a 10 cm i que de mitjana, es destrueix un satèl·lit cada any.
Les òrbites més usades tant per satèl·lits com vehicles tripulats son òrbites baixes, que son prou baixes com per tenir efecte d'arrossegament per l'atmosfera i és suficient per mantenir la zona neta d'objectes. Les col·lisions que succeeixen a aquesta alçada son poc problemàtiques, ja que les direccions en que surten els objectes i la seva baixa energia específica sovint resulta que intersequen amb la Terra o tenen un perigeu orbital molt baix.
El deteriorament orbital és molt menor a altituds més elevades, ja que l'arrossegament atmosfèric és insignificant. El poc arrossegament atmosfèric, les pertorbacions lunars i el vent solar poden baixar aquestes restes fins que acaben reentrant a l'atmosfera, però aquest procés pot portar mil·lennis per altituds molt elevades.

## Implicacions
El síndrome Kessler és especialment perillós per l'efecte dòmino provocat pels fragments que es generen a les col·lisions. La metralla pot xocar amb altres objectes i produir encara més brossa espacial. Si es produeix una col·lisió prou gran o una explosió, com entre una estació espacial i un satèl·lit o com a resultat d'accions hostils a l'espai, la brossa resultant pot deixar l'òrbita baixa inutilitzada. Tot i això, un escenari Kessler a l'òrbita baixa afegiria un risc mínim als llançaments i òrbites més altes (òrbites MEO o GEO). Les prediccions donen un increment en el nombre de col·lisions per any, però no una barrera físicament infranquejable per accedir les òrbites més altes.

## Evitació i reducció
Als dissenyadors de nous vehicles o satèl·lits sovint se'ls requereix que demostrin que al final de la vida útil es poden destruir de manera segura, per exemple usant una reentrada atmosfèrica o anant cap a una òrbita cementiri. Per obtenir una llicència per donar servei de telecomunicacions als Estats Units d'Amèrica, la Federal Communications Comissions (FCC) requereix a tots els satèl·lits geoestacionaris llençats a partir del 18 de març de 2002 que es puguin moure a una òrbita cementiri al final de la seva vida útil.
S'ha proposat una tecnologia per ajudar a gestionar els fragments d'entre 1 cm i 10 cm basada en una escombra làser, un làser situat a la terra amb potencia de megawatts que podria des-orbitar brossa: el costat de la brossa tocat pel làser es fondria i crearia un petit impuls que canviaria l'excentricitat de les restes fins que re entressin sense perill.

## Potencial activació
El satèl·lit Envisat és un satèl·lit gran i inactiu amb una massa de 8,211 kg que està a la deriva a 785 km d'altitud. Se suposa que en aquesta poblada òrbita fins a 2 objectes catalogats passen a menys de 200 metres del Envisat cada any i es va incrementant. Pot ser un gran contribuïdor a la brossa espacial si col·lideix en algun moment dels 150 anys que encara estarà en òrbita.

## A la ficció
- La novel·la The Sky Road de Ken MacLeod (1999) parla de la forma de guanyar de nou la capacitat d'anar a l'espai després d'una catàstrofe Kessler.
- L'argument del manga Planetes (1999 i anime el 2003) gira entorn d'una tripulació encarregada de destruir brossa per prevenir futurs danys a una nau espacial.
- La pel·lícula Gravity (2013) es basa en una catàstrofe Kessler com a esdeveniment inicial de la trama.
- La novel·la de Neal Stephenson Seveneves comença amb una inexplicable explosió de la Lluna en 7 grans trossos i la subseqüent creació d'un núvol de restes pel síndrome Kessler, i el bombardeig de la Terra pels meteoroides lunars.
- El joc per la Wii U Devils Third usa un síndrome Kessles com a argument principal del joc: tant satèl·lits militars con civils són destruïts per esdeveniments similars a un síndrome Kessler que porta a un enfrontament militar entre països.